# Flohstichkegel
Der Flohstichkegel oder die Flohstich-Kegelschnecke (Conus pulicarius) ist eine Schnecke aus der Familie der Kegelschnecken (Gattung Conus), die als zwei Unterarten im Indopazifik verbreitet ist und sich von Vielborstern – insbesondere Capitellidae – und Igelwürmern ernährt. Laut Röckel, Korn und Kohn gehört auch Conus pulicarius vautieri als Unterart hierzu.

## Merkmale
Conus pulicarius trägt ein mittelgroßes bis mäßig großes, festes bis schweres Schneckenhaus, das bei ausgewachsenen Schnecken 3,5 bis 7,5 cm Länge erreicht. Der Körperumgang ist kegelförmig, kegelartig zylindrisch oder bauchig kegelförmig bis breit kegelförmig, der Umriss an der Schulter konvex und im Übrigen fast gerade, bisweilen nahe der Basis leicht konvex. Das Gehäuse hat eine deutliche siphonale Fasciole, die durch einen Einschnitt abgesetzt sein kann. Die Schulter ist fast gewinkelt bis gerundet und schwach bis stark mit Tuberkeln besetzt. Das Gewinde ist niedrig bis mittelhoch, sein Umriss leicht konkav bis gerade. Der Protoconch hat etwa dreieinhalb Umgänge und misst maximal 0,7 mm. Die ersten Umgänge des Teleoconchs sind stark mit Tuberkeln besetzt. Die Nahtrampen des Teleoconchs sind konkav mit 1 auf 4 bis 5 zunehmenden spiraligen Rillen. Der Körperumgang ist im Viertel an der Basis mit in wechselnden Abständen spiralig verlaufenden Rillen und angrenzenden Rippen überzogen.
Die Färbung des Gehäuses unterscheidet sich bei den beiden Unterarten. Bei Conus pulicarius pulicarius ist die Grundfarbe weiß. Der Körperumgang hat spiralige Reihen unregelmäßig angeordneter schwarzer Flecken oder Balken, die jeweils im Drittel an der Schulter und an der Basis in einer unterbrochenen spiraligen Bande zusammengefasst sind, dabei oft hervorgehoben durch unterliegende gelbe, braune oder violette Schatten. Meist wechseln neben der Basis weiße Striche mit schwarzen Markierungen ab. Die schwarzen Punkte und Balken können zu durchgehenden axialen Flammen verschmelzen. Die Umgänge des Protoconchs sind weiß bis grau. Die Nahtrampen des Teleoconchs sind mit wechselnd durchgehenden schwarzen Markierungen in wechselnder Anzahl und Anordnung überzogen. Das Innere der Gehäusemündung ist weiß bis bläulich-weiß und oft gelb oder orange eingefärbt.
Bei Conus pulicarius vautieri ist die Grundfarbe bräunlich-grau mit einem rötlich-braunen Farbmuster und Banden auf dem Körperumgang, die rötlich-braun unterlegt sind, auch zum Apex hin deutlichen weißen Strichen und einer weißen Gehäusemündung. In Hansa Bay in Neuguinea ist die Oberseite des Fußes elfenbeinfarben mit eingemischter cremefarbener und grauer, manchmal auch rosafarbener und grüner Färbung, der mittlere Bereich mehr oder weniger mit blass dunkelgelben Punkten, vorn mit einem mittigen schwarzen Fleck und 2 nach hinten weisenden Reihen schwarzer Punkte und gelegentlich weißer Kante. Die Fußsohle ist elfenbeinfarben mit dunkelgelber Einfärbung. Das Rostrum ist oliv-grau oder blass dunkelgelb, die Fühler blassgelb. Der Sipho kann weiß sein mit einer orangefarbenen Spitze, proximal auf der dorsalen Seite braun eingefärbt und mit einem schwarzen Halbring oder auch wie der Fuß gefärbt sein mit weißen Punkten und dunkelgelben Flecken. Bei Hawaii sind Fuß und Rostrum blass dunkelgelb mit gelblichen bis rötlich-braunen Flecken, die Spitze des Sipho rötlich-orange mit folgenden blass gelbbraunen und schwarzen Banden.
Die mit einer Giftdrüse verbundenen, kräftigen Radula-Zähne haben an der Spitze einen Widerhaken und auf der Gegenseite einen großen zweiten Widerhaken oder eine Schneide. Sie sind über eine kurze Strecke gesägt, endend in einer Zacke. An der Basis sitzt ein Sporn.

## Verbreitung und Lebensraum
Conus pulicarius ist im Indopazifik verbreitet, und zwar als Unterart Conus pulicarius pulicarius im Indischen Ozean an den Kokosinseln und der nordwestlichen Küste Australiens sowie im zentralen westlichen Pazifischen Ozean mit Polynesien außer den Marquesas, als Unterart Conus pulicarius vautieri dagegen ausschließlich an den Marquesas.
Er lebt von der Gezeitenzone bis in Meerestiefen von mehr als 75 m in tiefem Sand abseits von Kalkfelsen oder wachsenden Korallen, meist in sandgefüllten Gräben oder Sandflächen auf Riffen oder in Buchten. Er ist nach Berichten entweder nur nachtaktiv oder sowohl nacht- als auch tagaktiv.

## Entwicklungszyklus
Wie alle Kegelschnecken ist Conus pulicarius getrenntgeschlechtlich, und das Männchen begattet das Weibchen mit seinem Penis. Das Weibchen legt vor Hawaii 18 bis 19 mm lange und 14 bis 15 mm breite, vor Lizard Island (Australien) 17 bis 17,5 mm lange und 13 bis 14 mm breite und vor Eniwetok 10 bis 11 mm lange und 8 bis 9 mm breite Eikapseln mit feingekerbten Rändern ab. Die in ihnen befindlichen Eier haben einen Durchmesser von 150 bis 175 µm, woraus geschlossen wird, dass die Veliger-Larven mindestens 26 bis 27 Tage lang frei schwimmen, bevor sie niedersinken und zu kriechenden Schnecken metamorphosieren.

## Ernährung
Die Beute von Conus pulicarius besteht aus erranten Vielborstern insbesondere der Familie Capitellidae, gelegentlich auch Nereididae und Eunicidae, die er mit seinen Radulazähnen sticht und mithilfe des Gifts aus seiner Giftdrüsen immobilisiert. Vor Hawaii wurden auch Igelwürmer als seine Beutetiere beobachtet. Das Gift wirkt auf die hier genannten Beutetiere, nicht jedoch auf Schnecken oder Fische.

## Taxonomie und Status vonConus pulicariusundConus vautieri
Conus pulicarius wurde von Christian Hee Hwass in der Encyclopédie méthodique – Histoire naturelle des vers von Jean-Guillaume Bruguière 1792 erstbeschrieben, Conus vautieri dagegen 1845 von Louis Charles Kiener. Laut Dieter Röckel, Werner Korn und Alan J. Kohn (1995) ist letzterer keine eigene Art, sondern als Conus pulicarius vautieri eine Unterart von Conus pulicarius.